# Pont Antoinette
Der Pont Antoinette ist eine Eisenbahnbrücke über den Agout zwischen den Orten Vielmur-sur-Agout und Sémalens im Departement Tarn in der französischen Region Okzitanien auf der Bahnstrecke Montauban-Ville-Bourbon–La Crémade nach Castres im Südosten. Die Bogenbrücke dient heute den regionalen Expresszügen des TER Midi-Pyrénées.

## Beschreibung
Die Steinbogenbrücke überquert den Agout mit einem einzigen großen und auffallend schlanken Segmentbogen mit einer Spannweite von 50,00 m, dessen Scheitel 11,50 m über dem Niedrigwasser liegt. Der Bogen ist bis in den tragfähigen Boden an den Ufern des Flusses heruntergezogen, um besonders aufwendige Widerlager zu sparen. Die Brückenfundamente reichen bis zu 4,80 m unter das Niveau des Niedrigwassers. Auf beiden Hälften des Bogens stehen je fünf aus Ziegelsteinen gemauerte mit Profilen versehene Rundbögen mit Spannweiten von 4,00 m, die die wiederum durch ein eigenes Profil betonte Brückentafel tragen und die Verbindung zu den Gleisen an Land herstellen. Das insgesamt 89,25 m lange Brückendeck wird seitlich durch eine Balustrade begrenzt.

## Geschichte
Mit dem Bau der Brücke von Le Castelet im Département Ariège in den Pyrenäen, dem auf der gleichen Bahnstrecke rund 27 km weiter nordwestlich liegenden Viaduc de Lavaur und dem Pont Antoinette in den Jahren 1882 bis 1884 erwarb sich der erst 33 Jahre alte Paul Séjourné breite Anerkennung für die Weiterentwicklung des Baus gemauerter Steinbogenbrücken. Als besondere Ehrung wurde ihm erlaubt, diese letzte Brücke nach dem Vornamen seiner Frau zu benennen.
Bei Brücken mit größer werdenden Spannweiten wird naturgemäß auch das Lehrgerüst, das das Gewicht des vollständigen Bogens tragen soll, immer größer, aufwendiger und teurer. Um dies in Grenzen zu halten, wandte Séjourné die zwar schon den Römern bekannte, aber wieder in Vergessenheit geratene Methode an, auf einem vergleichsweise leichten Lehrgerüst zunächst nur eine dünne Bogenlage zu mauern. Diese Lage kann anschließend ihr eigenes Gewicht und das der nächsten Bogenlage tragen und somit selbst die Funktion des Lehrgerüsts übernehmen.
Eine weitere Neuerung war die vollständige Öffnung der Bogenzwickel. Séjourné erwähnt dafür zwar ältere Vorbilder, bei denen die Öffnungen aber eher in schmalen Durchlässen bestanden, um bei Hochwasser den seitlichen Wasserdruck auf die Brücke zu verringern. Ein geschlossener und mit Mauerwerk gefüllter Zwickel trägt wenig zur Stabilität der Brücke, aber erheblich zu ihrem Gewicht bei, das von dem Bogen zu tragen ist. Séjourné ersetzte daher die gemauerten Zwickel durch je fünf von schmalen Pfeilern getragene Rundbögen. Er schuf damit das Vorbild für viele spätere Bogenbrücken nicht nur aus Stein, sondern auch aus Beton.